# 大間々神明宮
大間々神明宮（おおまましんめいぐう）は、群馬県みどり市の神社。旧社格は郷社。

## 歴史
貞和3年（1347年）に修験者の文袋坊によって伊勢から勧請されたと伝えられる。元々は現在地から約100メートル東の渡良瀬川のほとりの高津戸峡に位置していたが、慶長2年（1597年）に現在地に移転した。『上野国郡村誌』『山田郡誌』によれば慶長年中（1596年 - 1615年）に伊勢神宮内宮から天照皇大神を勧請し、正徳5年（1715年）に外宮から豊受大神を勧請したとされている。
慶長15年（1610年）、渡良瀬川上流の足尾銅山は江戸幕府直轄の銅山として本格的に操業を開始した。それに伴い下流の大間々町も鉱山景気に沸いた。当社もそれに伴い大間々町の総鎮守として発展していった。
江戸時代には伊勢神宮の式年遷宮にならい21年ごとに遷宮神事を行った。社殿の新築や社地の移転を行う伊勢神宮とは異なり簡略なものではあったが、遷宮行列には町人も加わり付け祭りも行われた。
明治5年（1872年）11月12日に郷社に列せられた。
明治20年（1887年）、同23年（1890年）の2度の大火で焼失し、現在の社殿は明治23年に再建されたもの。本殿は神明造。境内の神楽殿は屋台を固定して転用したものである。

## 境内

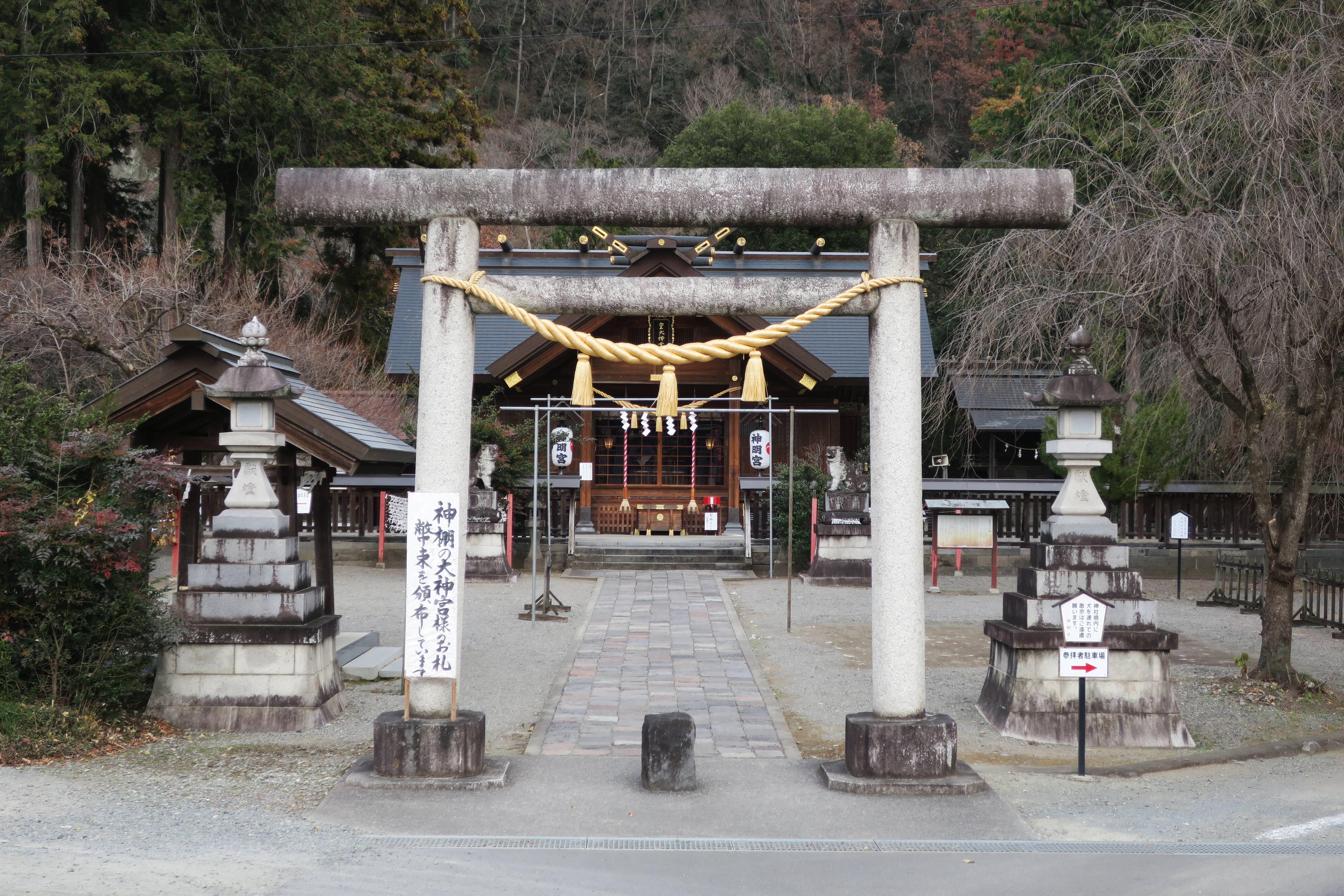
石鳥居
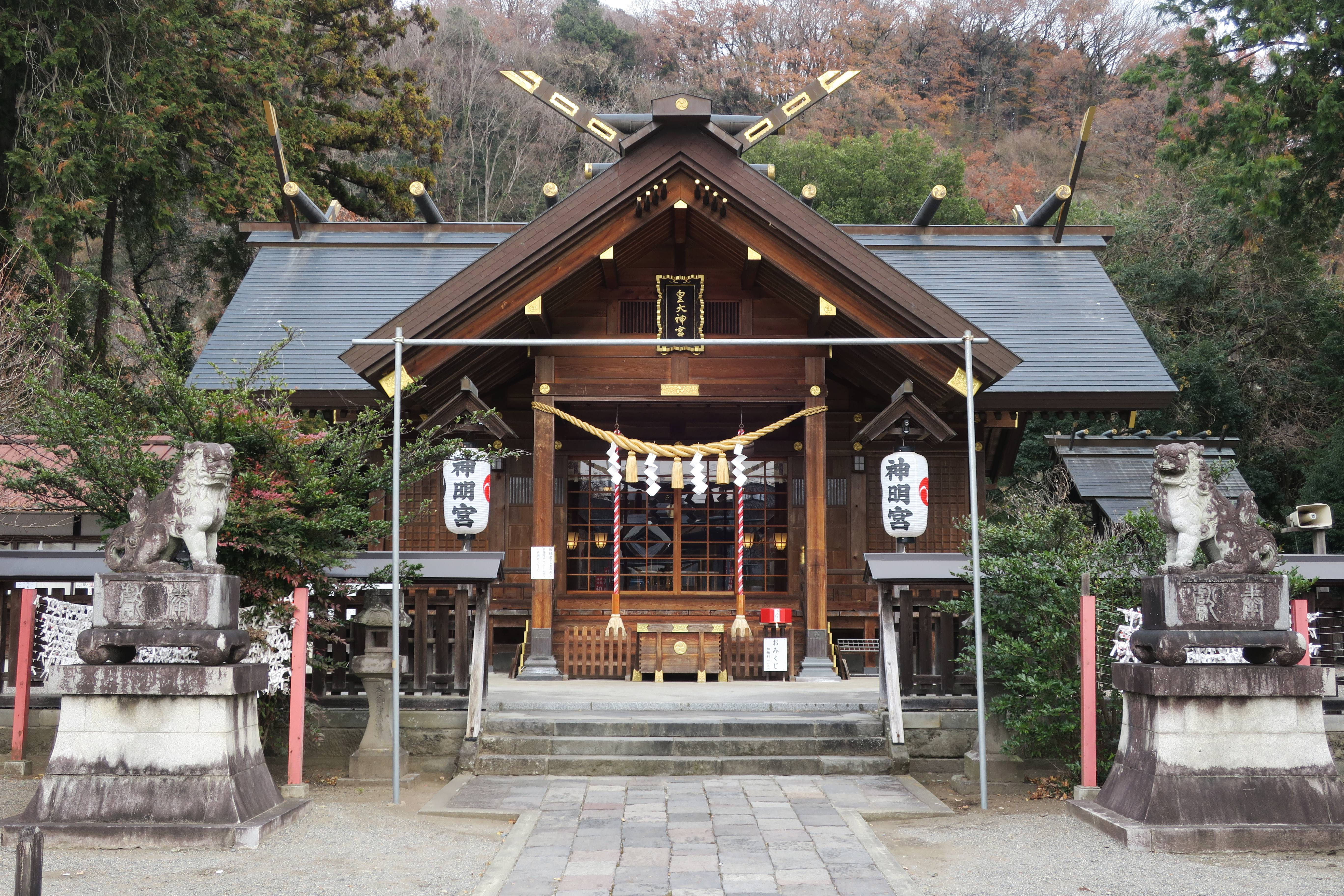
拝殿
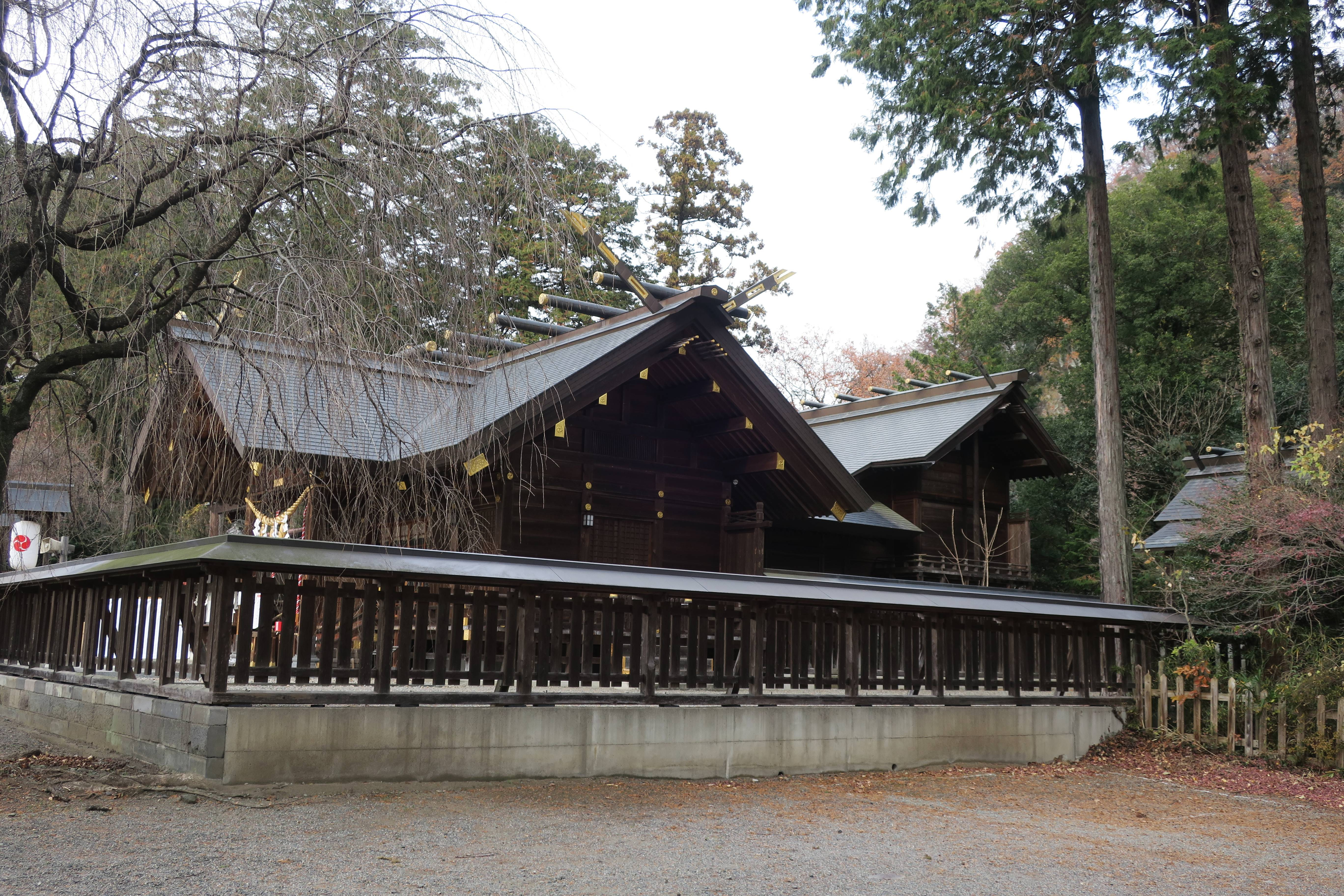
社殿側方

## 文化財
みどり市指定重要無形民俗文化財
- 大間々祇園祭り（平成16年5月18日指定）[9] - 世良田祇園祭・沼田祇園祭と並ぶ、上州三大祇園祭の一つ。京都の八坂神社を勧請した大間々の市神のお祭りで、寛永6年（1629年）6月24日に御神霊の渡御を行ったことにはじまるとされる[10]。八坂神社は明治44年（1911年）に大間々神明宮に合祀された[11][4]。江戸時代には6月24日が祭日だったが、明治以降8月2日を祭日としている[12]。

## 交通アクセス
- 赤城駅より徒歩20分。

## 周辺
- 群馬県道338号線
- ながめ余興場
- 高津戸橋
- 高津戸峡
- 高津戸城址
- はねたき橋
- わたらせ渓谷鐵道大間々駅
- みどり市大間々博物館